# Kōbunsha

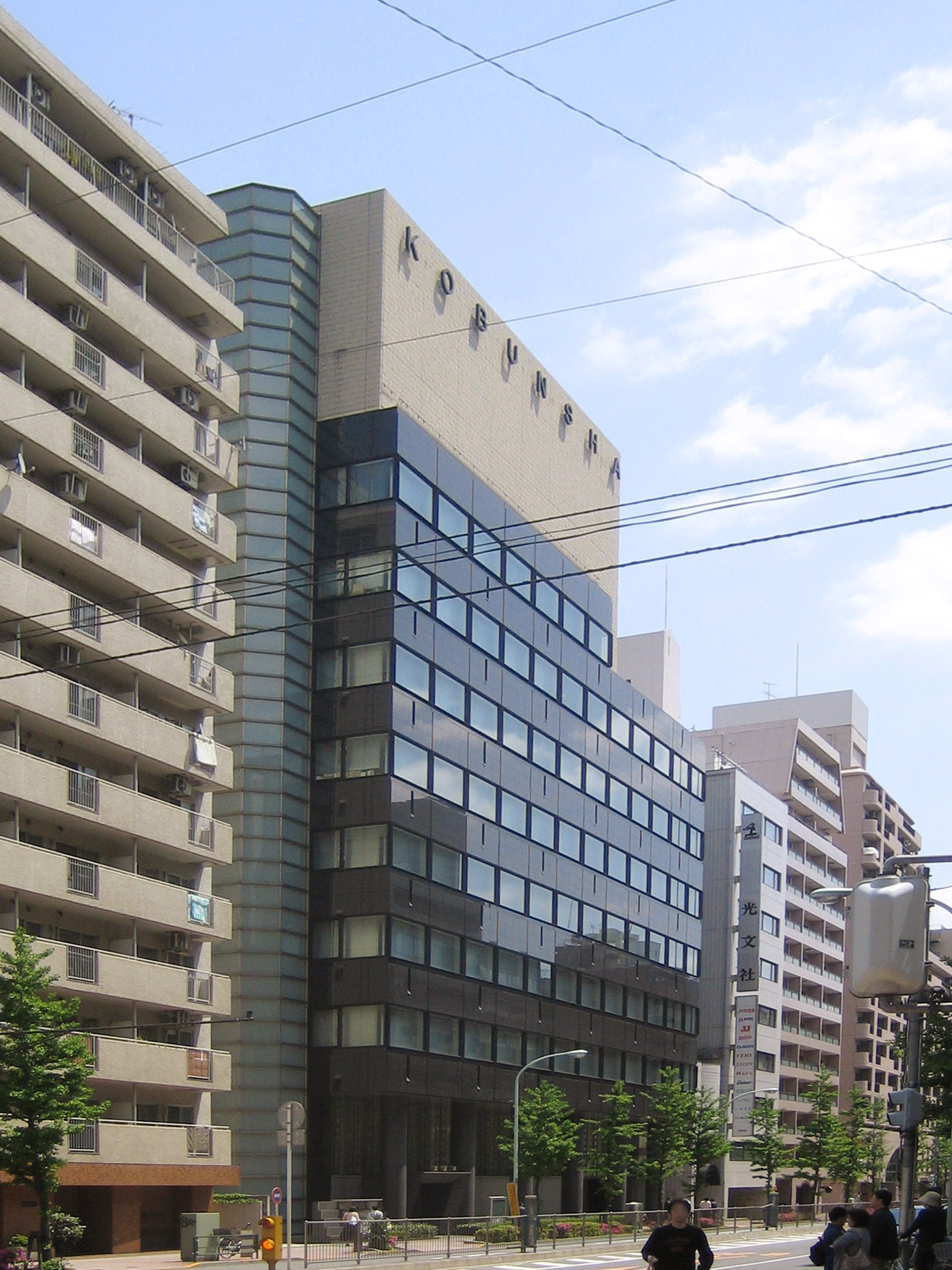
Sede centra de Kōbunsha Co. en Tokio.

Kōbunsha Co., Ltd. (光文社 Kabushiki Gaisha Kōbunsha?) es una editorial japonesa de moda y literatura, cuya sede se encuentra en Tokio.

## Historia de la compañía
Fue fundada el 1 de octubre de 1945 y pertenece al Grupo Kōdansha. 
La compañía ha publicado a autores como Tetsuya Honda, Keigo Higashino, Jiro Akagawa, Miyuki Miyabe y Arimasa Osawa, así como autores extranjeros tales como Arthur C. Clarke, Jean Genet, Malcolm Gladwell, Jon Ronson, JD Vance, Hanya Yanagihara and Zhao Ziyang.
Su gran crecimiento se debió a la introducción de la revista JJ en el mercado en el año 1957, conocida como la primera revista femenina para estudiantes universitarias de Japón.
En 1994 creó la Fundación Kobun, y publicó más novelas de misterio. La Fundación concede cada año un Gran Premio a la Mejor Novela de Misterio.
En la actualidad, Kōbunsha sigue publicando revistas femeninas, como JJ, Classy o JJ Bis.

## Revistas para la mujer
- JJ
- Bis - una versión de JJ para una audiencia más joven.
- Classy - una versión de JJ para una audiencia mayor.
- Very
- Story
- Mart
- Josei Jishin

## Revistas para el hombre
- Gainer
- Brio
- Pro Wrestling Album

## Revistas descontinuadas
- Hoseki
- Shukan Hoseki
- VS.

## Series de libros literarios
- Chie No Mori Bunko
- Kappa Novels
- Kobunsha Bunko (en español, «Biblioteca de bolsillo Kobunsha»)
- Kobunsha Koten Shin'yaku Bunko (光文社古典新訳文庫) (en español, «Nuevas Traducciones de la Biblioteca de Clásicos Kobunsha») (2006)
- Kobunsha Paperbacks
- Kobunsha Shinsho (en español, «Nuevos Libros Kobunsha [de bolsillo]»)

## Sellos demanga
- Kōbunsha Girl Comic Series
- Kōbunsha BL Comic Series
- Hinotama Game Comic Series

## Antologíasde mangas
- Megane de Suit
- BL Shouji Shinnyuu Shainsan Irasshai!!
- Shinsengumi anthology Hana to Ran

## Otras revistas
- Shōnen
- Giallo
- Flash
- Shousetsu Houseki